# Victoire Tomegah Dogbé
Victoire Tomegah Dogbé, född 23 december 1959 i Lomé, är en togolesisk politiker. Hon blev Togos premiärminister 2020 då hon efterträdde Komi Sélom Klassou. Dogbé blev då första kvinna att inneha posten som premiärminister i Togo.